# Dorothee Eisenlohr
Dorothee Eisenlohr (geboren am 11. März 1982 in Hechingen) ist eine deutsche parteilose Kommunalpolitikerin. Seit 4. Oktober 2019 ist sie Oberbürgermeisterin von Schramberg.

## Leben
Eisenlohr legte das Abitur im Jahr 2001 in Hechingen ab. Anschließend studierte sie Sprachen, Wirtschafts- und Kulturraumstudien an der Universität Passau mit einem Auslandssemester in den Niederlanden und schloss als Diplom-Kulturwirtin ab. Während des Studiums war sie Stipendiatin der Journalistischen Nachwuchsförderung der Konrad-Adenauer-Stiftung. Nach dem Studium arbeitete sie als freiberufliche Redakteurin. Von 2010 bis 2016 war sie als Europakoordinatorin und Projektmanagerin beim Verband Region Stuttgart beschäftigt. 2012 und 2013 leitete sie als Geschäftsführerin das Bundesnetzwerk der Europäischen Metropolregionen in Deutschland. Von 2017 bis zu ihrem Amtsantritt als Oberbürgermeisterin von Schramberg war sie Geschäftsführerin der Wirtschaftsförderungsgesellschaft Schwarzwald-Baar-Heuberg mbH.

## Politische Karriere
Eisenlohr, Tochter eines langjährigen CDU-Gemeinderatsmitglieds, trat im Alter von 14 Jahren in die Junge Union ein, mit 19 aber wieder aus. Sie trat zur Oberbürgermeisterwahl am 7. Juli 2019 als parteilose Bewerberin mit Unterstützung der CDU an und konnte sich im ersten Wahlgang mit 67,65 Prozent der Stimmen gegen ihre Mitbewerber, den bisherigen Amtsinhaber Thomas Herzog und Dirk Caroli, durchsetzen. Eisenlohr trat ihr Amt zum 4. Oktober 2019 an und zog im selben Jahr in den Schramberger Weiler Tischneck. 